# Нова українська драма
Нова українська драма — напрям сучасної української драматургії, створений драматургами, режисерами та театральними діячами середнього та молодшого покоління . Початки нової української драматургії як літературної, культурної та інтелектуальної формації сягають 2010 року та першого випуску фестивалю Drama у Львові. Через кілька місяців, 2011 року, був заснований ще один фестиваль — «Тиждень актуального мистецтва в Києві». Активізація тодішнього кола молодих українських театральних артистів підготувала ґрунт для нової драматичної літератури, яка почала інтенсивно розвиватися під час спалаху соціальних протестів під назвою Євромайдан. Найважливішими представниками цього напрямку є: Наталія Ворожбит, Павло Ар'є, Шашко Брама, Ден Гуменний, Наталія Блок, Тетяна Киценко, Діма Левицький, Ольга Мацюпа .

## Виноски
1. ↑  Raijn Interactive, Na czym polega znaczenie formacji Nowy Dramat, Teatr [dostęp 2020-02-03].
2. ↑  Pawło Arje, Chwała bohaterom, [w:] Współczesna dramaturgia ukraińska. Od A do JA, wybór, przekład i wstęp Anna Korzeniowska-Bihun, Warszawa 2018, s. 13–74.
3. ↑  Natalia Błok, Przez skórę, [w:] Współczesna dramaturgia ukraińska. Od A do JA, wybór, przekład i wstęp Anna Korzeniowska-Bihun, Warszawa 2018, s. 63–74.
4. ↑  Tetiana Kycenko, Białofartuszność, [w:] Współczesna dramaturgia ukraińska. Od A do JA, wybór, przekład i wstęp Anna Korzeniowska-Bihun, Warszawa 2018, s. 135—161.
5. ↑  Dima Łewycki, Studnia, [w:] Współczesna dramaturgia ukraińska. Od A do JA, wybór, przekład i wstęp Anna Korzeniowska-Bihun, Warszawa 2018, s. 163—190.
6. ↑  Olga Maciupa, Czas na pilates, [w:] Współczesna dramaturgia ukraińska. Od A do JA, wybór, przekład i wstęp Anna Korzeniowska-Bihun, Warszawa 2018, s. 191—213.